# Holky & spol.
Holky & spol. je kniha pro děti od Vojtěcha Steklače. Je jednou ze série knih, které vyprávějí o partě kluků z pražských Holešovic. Kniha vyšla v r. 1999.

## Příběh
Příběh knihy přímo navazuje na knihu Čenda & spol., v níž se Bořík přestěhoval z Holešovic na sídliště, a přestal tak chodit do třídy se svými kamarády Čendou, Mirkem a Alešem. 
Bořík po prázdninách nastupuje do nové třídy, kde mezi jeho spolužáky patří Zuzana Šírová, do níž se Čenda během prázdnin zamiloval. Kromě toho je ve třídě také flákač Miki, třídní šplhoun se shodou okolností opět jmenuje Bohoušek, jako v Boříkově staré třídě. Jejich třídní učitelkou je Hermína Knotková. Bořík přitom udržuje kontakt s kluky z Holešovic, s nimiž se prakticky denně setkává v Tróji. Hlavní příběh se ovšem zabývá problémy Boříkovy rodiny, kde Boříkova máma udržuje důvěrné kontakty s inženýrem Delongem (jenž se objevil už v knize Mirek & spol.) a Bořík se snaží – především za pomoci Zuzany – své rodiče dát znovu dohromady. Zuzana předstírá, že je zamilovaná do Čendy, ale ve skutečnosti se snaží získat Boříka. Vymyslí plán, aby Boříkův táta začal chodit s nějakou jinou ženou a tím vzbudil u mámy žárlivost. Proto mu dohodí milenku svého otce, která se jí osobně vůbec nezamlouvá. Když se to však Boříkova máma dozví, je naopak ráda, že Boříkův táta nezůstane sám, a chce přikročit k rozvodu. Bořík ji však upozorní, že pokud k rozvodu dojde, bude chtít zůstat s tátou. To mámu nakonec přesvědčí, že se k Boříkovu tátovi vrátí a pan Šír se navzdory Zuzaně se svou milenkou zasnoubí. Na konci knihy spolu Bořík se Zuzanou začnou chodit. 